# Studénka (nádraží)
Studénka (německy Stauding, od roku 1906 Studénka – státní nádraží) se nachází na železniční trati Přerov–Bohumín (část původní c.k. privilegované Severní dráhy císaře Ferdinanda) ve městě Studénka, v katastrálním území Studénka, v Moravskoslezském kraji v okrese Nový Jičín.

## Historie
Železniční trať Přerov–Bohumín byla postavena v letech 1844 až 1847. První slavnostní jízda po jednokolejné trati byla vypravena 1. května 1847 na úseku dlouhém 76 km.
Ze stanice Studénka byla postavena v roce 1890 odbočná trať Studénka–Bílovec se samostatnou čekárnou na severní straně trati a v blízkosti stanice končila soukromá železniční dráha s vlastním nádražím Studénka–štramberské dráhy (K. K. priv. Stauding–Stramberger Lokalbahn, 1881). V blízkosti železnice byl v roce 1850 postaven Blücherův cukrovar, k němuž vedla přípojka. V roce 1860 postavili bratři Knauerové v blízkosti nádraží vápenku. V letech 1868 až 1869 byla hlavní trať zdvoukolejněna. V roce 1900 byla uvedena do provozu vlečka do vagónky v Butovicích. Vedle bílovecké čekárny byla na přelomu 19. a 20. století postavena budova lampárny a vodárenská věž. V roce 1910 ukončil Blücherův cukrovar činnost. V roce 1917 byla zprovozněna vlečka do lihovaru v Bartošovicích. Elektrický provoz na hlavní trati byl zahájen 1. července 1962. V rámci výstavby druhého železničního koridoru byla celá stanice rekonstruována a modernizována.[zdroj?]
Od 29. května 2009 je stanice dálkově řízena z CDP Přerov.

### Výpravní budova
Původní výpravní budova byla postavena na jižní straně kolejiště, tedy na opačné, než je zastavěné území jak Studénky, tak Butovic. Projekt ve střídmém klasicistním stylu vypracoval Ing. Karl Hummel. Budova byla jednopatrová, v průčelí se sedmi okenními osami, krytá valbovou střechou. Součástí budovy byla vodárna v krajní ose východní části budovy. Budova byla postupně prodlužována až na konečných šestnáct okenních os. Vedle výpravní budovy v blízkosti kusé koleje štramberské dráhy byla postavena dělnická čekárna a v přednádraží patrový obytný dům. Dělnická čekárna byla dřevěná přízemní budova 12 × 8 m. V sedmdesátých letech 19. století při prodlužování výpravní budovy byla postavena kolmá křídla na koncích budovy a spojena pultovým přístřeškem.

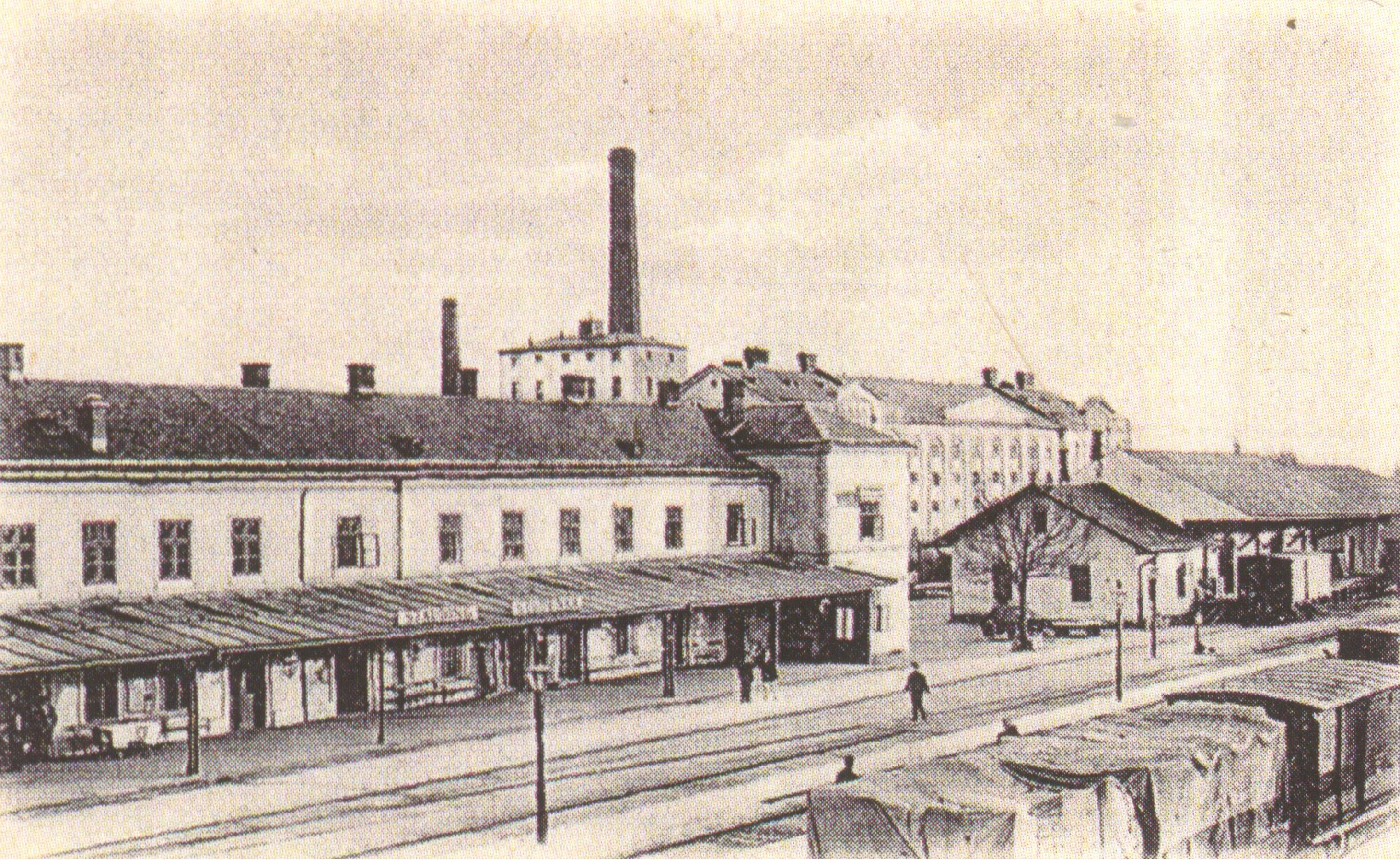
Nádraží Studénka a Blücherův cukrovar. Pohlednice z roku 1909

Nad kolejemi vedla železná nýtovaná lávka (od roku 1890), která spojovala výpravní budovu SDCF a čekárnu místní dráhy Studénka–Bílovec. Lávka byla prodloužena svařovanou konstrukcí nad bíloveckým kolejištěm až k bráně vagónky. (Lávka byla snesena v roce 2003 a nahrazena podchodem).
Výpravní budova byla zbořena v roce 1986. Nová budova byla postavena podle projektu Ing. Tichého. První část budovy byla dána do užívání v roce 1990, v další stavbě se z důvodu nedostatku financí nepokračovalo. V rámci výstavby druhého železničního koridoru byla postavena nová výpravní budova podle projektu J. Lalouška (Metrostav Praha). Původní část byla snížena o patro a symetricky doplněna o druhé křídlo. Byla vyměněna okna a budova zastřešena valbovou střechou. Obě křídla propojuje zvýšený vestibul. Výpravní budova byla dána do provozu v roce 2002.[zdroj?]

### Lampárna
K zabezpečení acetylenového osvětlení nádraží byla postavena lampárna. Přízemní stavba z režného cihlového zdiva s plochou střechou a nízkou atikou byla postavena podle typového vzoru III. (Normalplan No 185) vedle nového vodojemu. V budově byl umístěn tzv. mokrý plynojem pro výrobu acetylén reakcí karbid s vodou V budově lampárny byl sklad karbidu a jáma na vápno. V roce 1924 bylo zavedeno elektrické osvětlení nádraží.[zdroj?]

### Vodárna
Součástí původní výpravní budovy z roku 1847 byla vodárna s vlastní studnou a jednou obdélnou nádrží v krajní ose (východní část). V době uvedení do provozu odbočky do Bílovce byl postaven za rozšířeným kolejištěm věžový vodojem z režného cihlového zdiva s trojicí sdružených románských oken v patře. Jedná se o typovou patrovou stavbu (Spezialplan No 466) se stanovou střechou. Voda byla do nádrží přiváděná pravděpodobně z původní studny předchozí vodárny.[zdroj?]

## Tratě
- Železniční trať Přerov–Bohumín
- Železniční trať Studénka–Bílovec
- Železniční trať Studénka–Veřovice

### Vlečky
- v km 245,377 RSM Studénka[7]
- v km 243,248 VSMS Studénka[7]
- v km 244,450 MSV Metal Studénka[7]
- v km 243,499 NAVOS, a.s. – vlečka Studénka[7]

## Provoz
Stanice zabezpečuje spojení mezi Ostravou, Prahou a Brnem rychlíkovou dopravou Českých drah a soukromých dopravců a osobními vlaky. Ze Studénky vyjíždějí vlaky mj. do Bílovce, Veřovic a do stanice Mošnov, Ostrava Airport. Provoz stanice zabezpečuje od roku 2011 Centrální dispečerské pracoviště Přerov.

### Železniční nehoda v roce 2008
Dne 8. srpna 2008 došlo ve Studénce k železniční nehodě, při které vlak EuroCity Comenius narazil do silničního nadjezdu, který se několik sekund předtím zřítil na trať. Celkem 8 lidí zemřelo a 67 bylo zraněno. Podle záznamu rychlosti z lokomotivy jel vlak v okamžiku aktivace rychlobrzdy rychlostí 134 km/h a k nárazu došlo v rychlosti 90 km/h.

### Železniční nehoda v roce 2015
Dne 22. července 2015 se na blízkém přejezdu stala další železniční nehoda. Vlak SC 512 Pendolino jedoucí na trase Bohumín – Františkovy Lázně se srazil s kamionem, který uvízl mezi spuštěnými závorami. Zemřeli 3 cestující a 17 dalších bylo zraněno.

## Služby ve stanici
V železniční stanici jsou cestujícím poskytovány tyto služby: mezinárodní pokladní přepážka (ČD), vnitrostátní pokladní přepážka (ČD), možnost platit v eurech, platba platební kartou, úschovna kol, úschovna zavazadel, bezbariérové WC, výdej In Karet (ČD). Restaurace, je mimo výpravní budovu, v přednádraží je veřejné parkoviště, zastávka MHD a linkových autobusových spojů.